# PSR B1257+12 C
PSR B1257+12C又名梦星，是一個距離地球約980光年的太陽系外行星，位於室女座。PSR B1257+12C是首次在太陽系之外發現的行星，並且是第三個所知環繞脈衝星PSR B1257+12的天體。該行星的質量接近地球四倍。

## 名稱

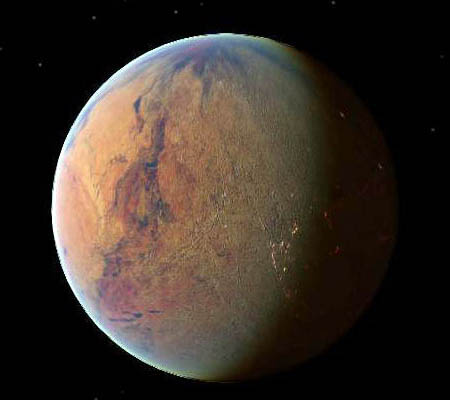
藝術家筆下的PSR B1257+12 C

PSR B1257+12的行星命名後綴是加上字母 A 到 D（隨距離母星距離增加編號）。這些行星沒有依照今日太陽系外行星命名規則是因為發現的時間。作為首次被發現且環繞脈衝星的系外行星，這些行星的命名後綴是加上大寫字母 "B" 和 "C"，當第三顆行星在更接近母星的距離被發目前，命名後綴就經常加上 "A"。首顆被發現環繞類太陽恆星的系外行星飛馬座51b則是以現在命名系外行星的方式命名。
2015年12月，国际天文联合会将这颗行星命名为佛貝托爾，是北欧神话中的夢神之一。也被称为梦星。

## 外部連結
维基共享资源上的相關多媒體資源：PSR B1257+12 C
- PSR B1257+12 C Data
- Pulsar Planets